# Virus Beilong

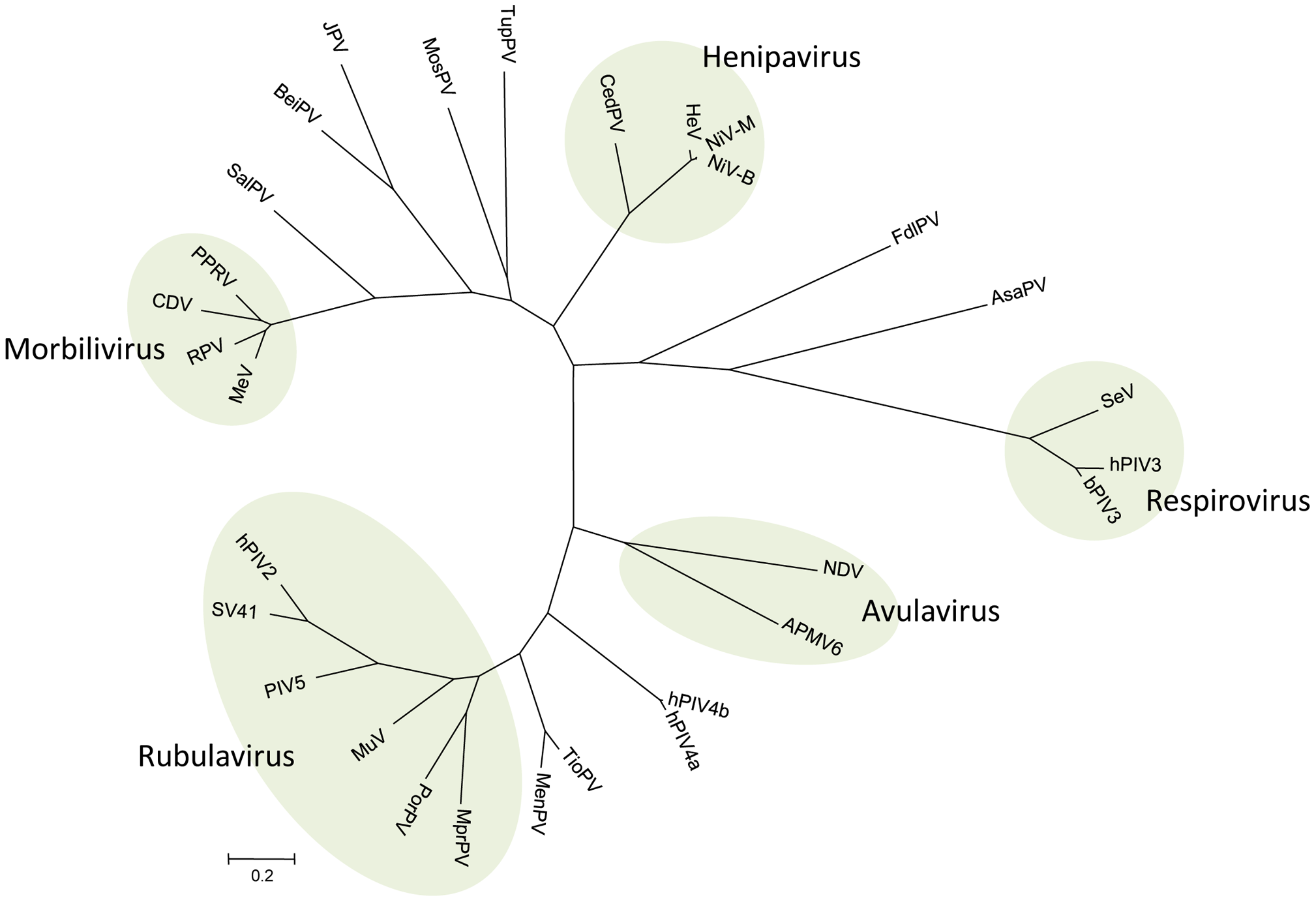
Árbol filogenético basado en la proteína N de los paramyxovirus.

El virus Beilong tiene el número más grandes de genoma en la familia Paramyxoviridae, tiene un número similar de genes que el virus Tailam y J Virus.  Se ha propuesto que se catalogue en genus de los Jeilongvirus.